# プロヴァディヤ
座標: 北緯43度11分 東経27度26分 / 北緯43.183度 東経27.433度

プロヴァディヤ
Провадия
Pravadiプロヴァディヤ ブルガリア内のプロヴァディヤの位置

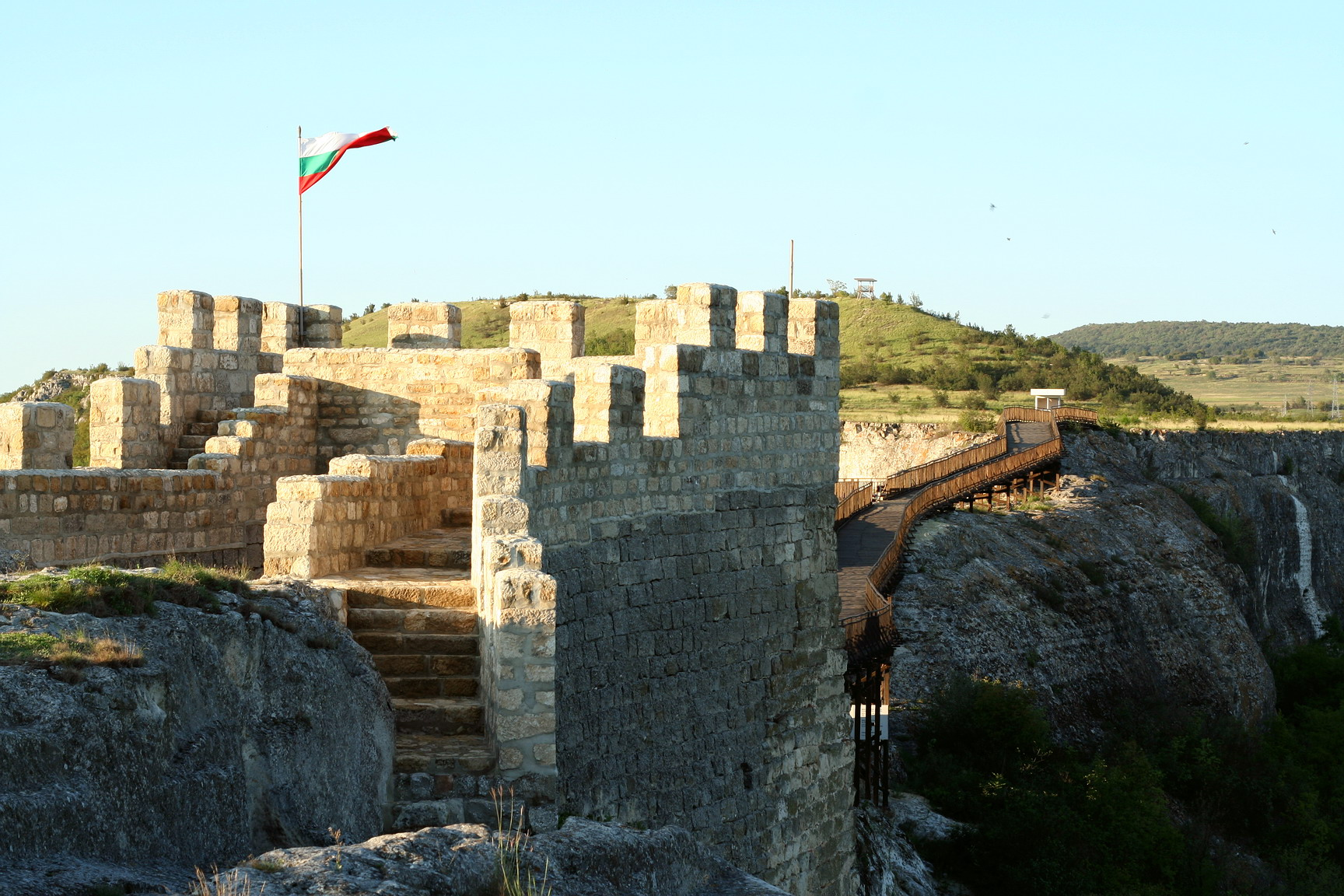
中世の要塞跡

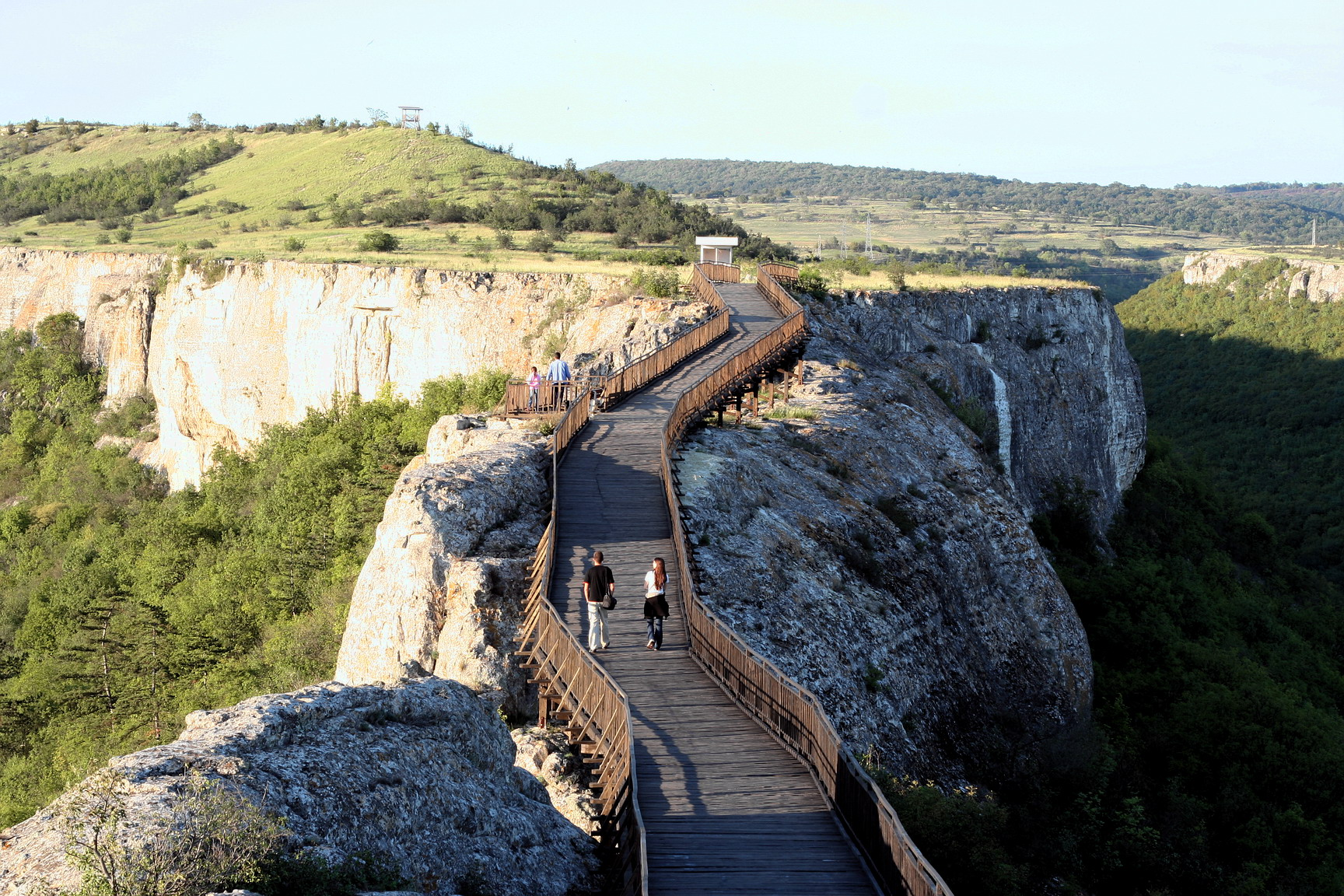
中世の要塞跡

プロヴァディヤ（ブルガリア語:Прова̀дия / Provadiya、トルコ語ではプラヴァディ:Pravadi）はブルガリア北東部の町、およびそれを中心とした基礎自治体。ヴァルナ州に属する。

## 地理
プロヴァディヤ川に沿って、カルストのくぼ地の中にあり、黒海岸からもそれほど遠くない。プロヴァディヤには古代の関税局があった。塩分の強い鉱泉と、温厚な気候、そして取り巻く山肌にある総延長70キロメートルに及ぶ洞窟で知られる。ソフィアおよびヴァルナからは鉄道で結ばれており、ヴァルナとはバス路線でも結ばれている。

## 呼称
プロヴァディヤの歴史的な名称にはプロヴァト（Provat、ビザンティン・ギリシャ語）、オヴェチ（Овеч / Ovech、ブルガリア語）、プロヴァント（Provanto、イタリア語）、プラヴァディ（Pravadi、オスマン語）などがある。ギリシャ語の名称は、ギリシャ語で「羊」を意味する「πρόβατο」に由来し、中世のブルガリア語の名称も同じ意味の「овца / ovtsa」に由来している。プロヴァディヤは中世の要塞であり、その遺構は今日まで保存されている。遺跡は訪問者に開放されている。

## 歴史
中世、町は第一次ブルガリア帝国の重要な拠点であり、現在のラヴナ（Ravna）にあたる場所には修道院がある。修道院の教会は897年4月23日に成聖され、このほかにプレスラフ学校（en）の写字室もある。東ローマ帝国に対する抵抗の指導者で後に第二次ブルガリア帝国の皇帝となったイヴァイロは、1279年、この地にて1万の東ローマ軍を打ち負かした。第二次ブルガリア帝国の時代、14世紀にこの地に府主教座がおかれた。1388年、オヴェチは長い包囲の後にオスマン帝国に征服された。
17世紀から18世紀にかけて、プロヴァディヤはオスマン帝国の商業拠点となり、多くのユダヤ人やラグーサ人が居住した。16世紀・17世紀ドゥブロヴニク様式の教会は現在でもドブリナ（Dobrina）近くに立っている。

## 産業
プロヴァディヤの南には岩塩鉱が走っており、3900メートルにわたって使い切れないほど大量の岩塩鉱床があると考えられている。過去7500年間の間に、この塩は散発的に採掘されてきた。現在はデヴニャのソルヴァイ社（Solvay Sodi AD）の一部となっているProvadsol ADが所有している。採掘された後の空洞の一部は天然ガスの貯蔵施設として使用されている。プロヴァディヤは、ドルジバ・ガス・パイプライン（Druzhba Gas Pipeline）および計画中のサウス・ストリーム（South Stream）の重要なハブである。町はまた、温泉施設の拠点ともなり得ると考えられる。その塩の鉱泉の成分はカルロヴィ・ヴァリに類似している。

## みどころ
ランボヴァ・クシタ（Ламбова Къща / Lambova Kashta）民族誌学複合施設、およびドブリナとマナスティル（Manastir）の民族誌学コレクション、プロヴァディヤの石窟修道院、9世紀から10世紀ごとのラヴナ修道院の遺構、そして、その複数の異なる言語・文字によって書かれた文書から、ウンベルト・エーコによって「言語研究所」として記録されたプレスラフ学校の重要な拠点がある。

## その他
南極のグリニッジ島にあるプロヴァディヤ砂嘴（en）と呼ばれる砂嘴は、プロヴァディヤにちなんで命名された。

## 町村
プロヴァディヤ基礎自治体（Община Провадия）には、その中心であるプロヴァディヤをはじめ、以下の町村（集落）が存在している。
- Блъсково（Blaskovo ）
- Бозвелийско（Bozveliysko）
- Бързица（Barzitsa ）
- Венчан（Venchan）
- Градинарово（Gradinarovo）
- Добрина（Dobrina ）
- Житница（Zhitnitsa ）
- Златина（Zlatina ）
- Китен（Kiten ）
- Комарево（Komarevo ）
- Кривня（Krivnya ）
- Манастир（Manastir ）
- Неново（Nenovo ）

- Овчага（Ovchaga ）
- Петров дол（Petrov dol ）
- Провадия（Provadiya）
- Равна（Ravna ）
- Славейково（Slaveykovo）
- Снежина（Snezhina ）
- Староселец（Staroselets）
- Тутраканци（Tutrakantsi）
- Храброво（Hrabrovo ）
- Чайка（Chayka ）
- Черковна（Cherkovna ）
- Черноок（Chernook）